# Мирное (Ахтырский район)
Ми́рное (укр. Мирне; до 2016 г. Ильичо́вка) — село в Чернетчинской сельской общине Ахтырского района Сумской области Украины.
Код КОАТУУ — 5920387803. Население по переписи 2001 года составляет 265 человек.

## Географическое положение
Село Мирное находится на расстоянии в 4 км от рек Хухра и Ахтырка.
На расстоянии в 3 км расположены сёла Кудрявое, Солнечное и Мирное (Великописаревский район).